# Хруцкий, Иван Фомич
Иван (Ян) Трофимович (Фомич) Хру́цкий (1810—1885) — белорусский и русский живописец, академик Императорской Академии художеств. Известен своими натюрмортами и групповыми портретами.

## Биография

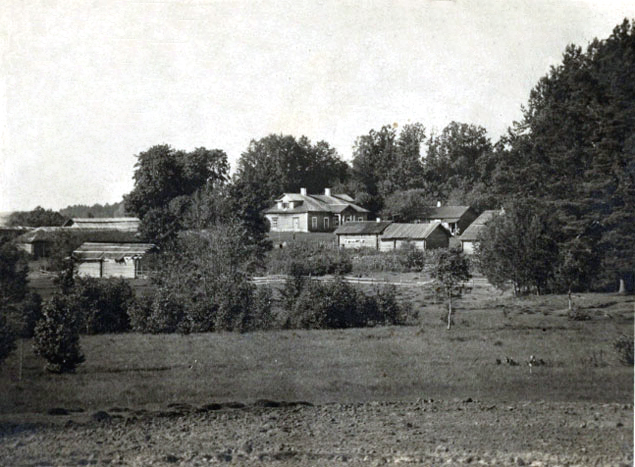
Усадьба Хруцких. Захарничи (1910-е годы; ныне не сохранилась). На месте усадьбы установлен мемориальный камень.

Иван Хруцкий родился 27 января 1810 года в местечке Улла (ныне Бешенковичский район, Витебская область) в семье греко-католического священника, шляхтича Томаша (Фомы) Хруцкого.
Среднее художественное образование Иван Хруцкий получил в Полоцком высшем пиарском училище. В 1827 году приехал в Санкт-Петербург. Здесь до 1829 года он брал уроки у английского живописца Дж. Доу и одновременно занимался в Императорской Академии художеств в качестве вольноприходящего ученика. Копировал в Эрмитаже. В 1830 году Хруцкий поступил в Академию Художеств. Там он учился у таких мастеров, как А. Г. Варнек, М. Н. Воробьёв, К. П. Брюллов, Ф. А. Бруни.
В 1839 году, после смерти отца, Иван Фомич уезжает из Санкт-Петербурга. В 1844 году он приобрёл имение Захарничи в Полоцком уезде (в 10 км от Полоцка), где по собственному проекту построил дом и заложил сад. С 1845 года И. Хруцкий постоянно жил там.
Умер Иван Фомич 13 января 1885 года. Был похоронен в фамильном склепе в имении Захарничи.

## Творческая деятельность

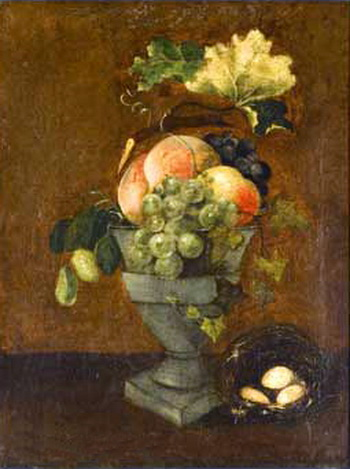
«Натюрморт с вазой» (1832)

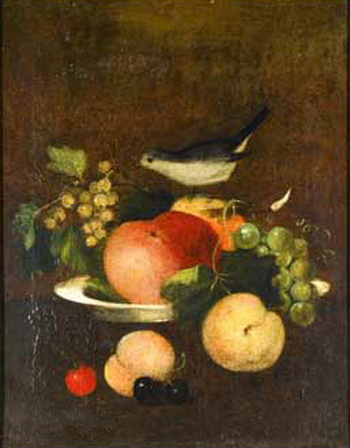
«Натюрморт с птичкой» (1832)

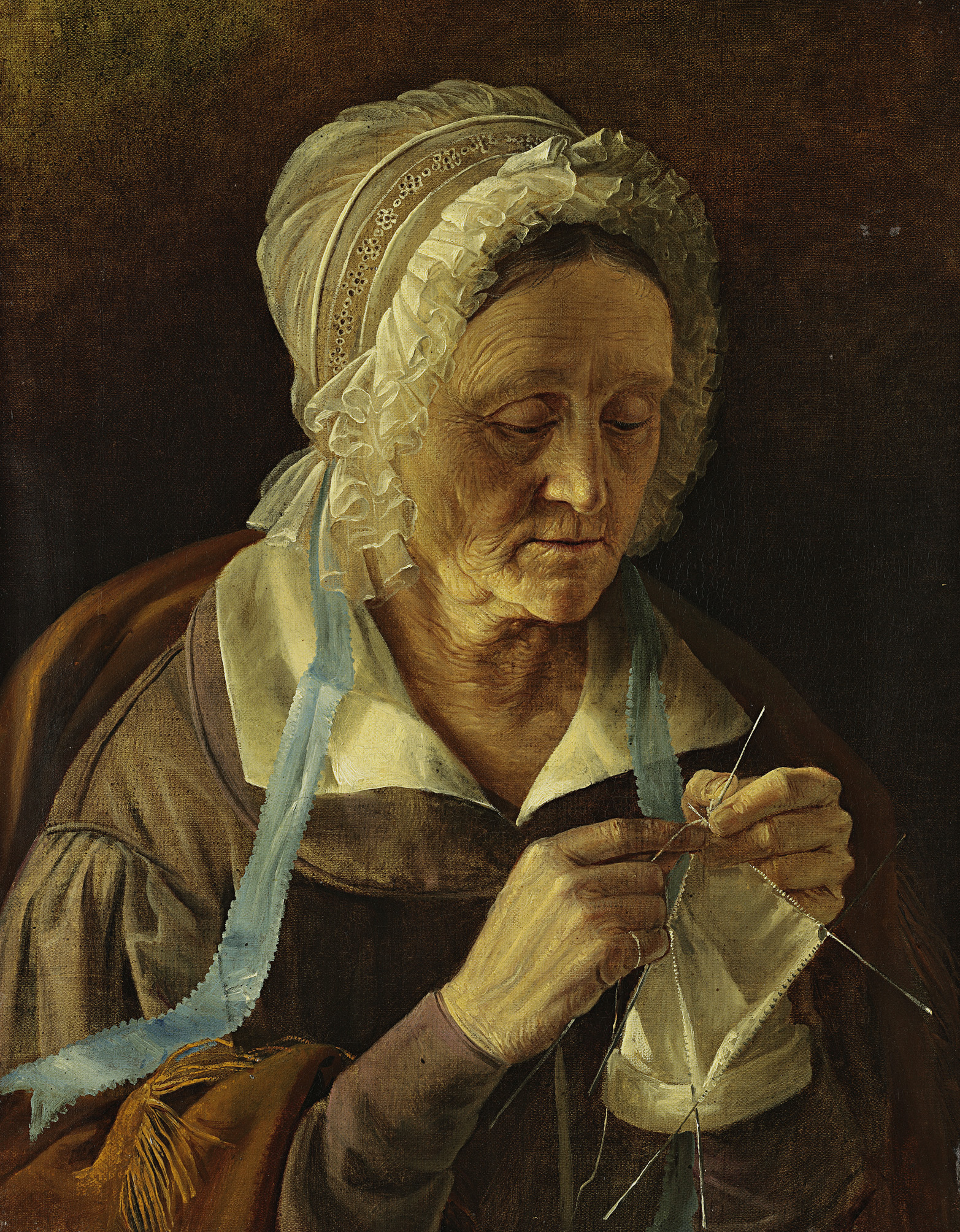
«Старуха, вяжущая чулок» (1838)

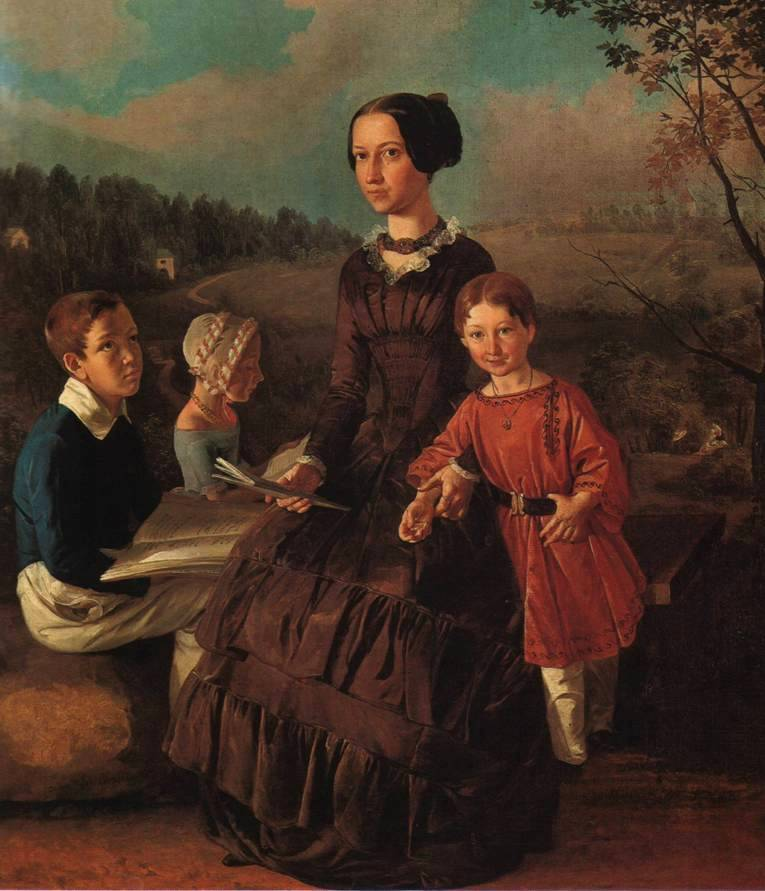
«Семейный портрет» (1854)

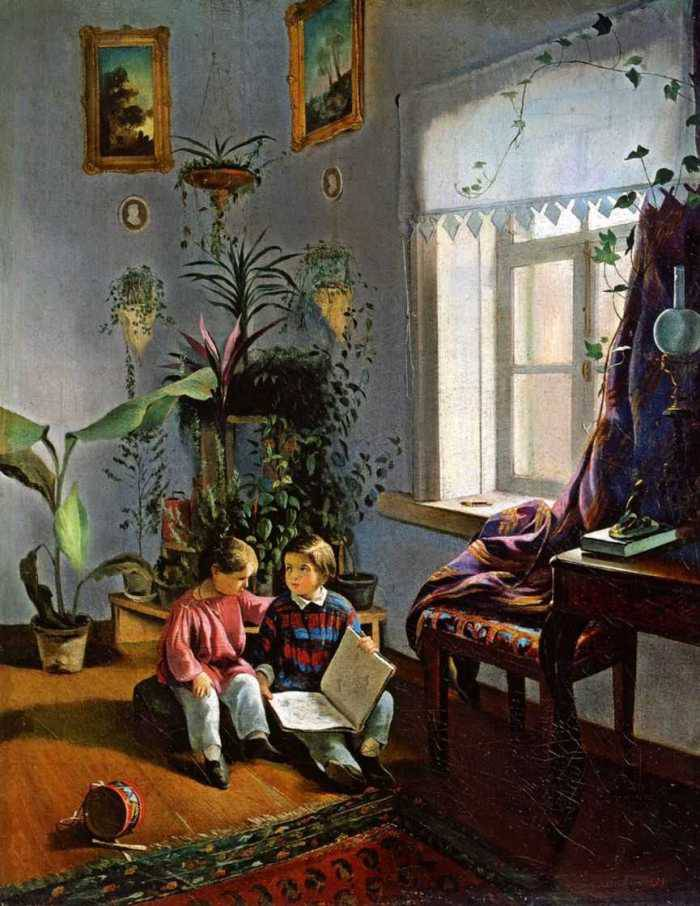
«В комнате» (1854)

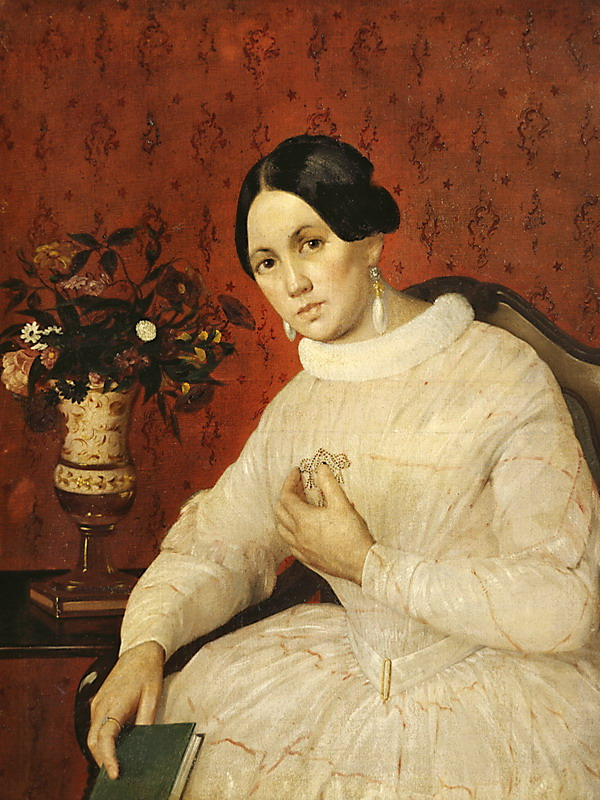
«Портрет неизвестной в белом платье с книгой» (сер. XIX в.)

Иван Фомич Хруцкий известен как художник работавший в русле русской академической школы. В историю искусства он вошёл своими натюрмортами.
Первые датированные этюды художника — «Натюрморт с вазой» и «Натюрморт с птичкой» — относятся к 1832 году. Главное направление творчества Хруцкого в этот период — работа над натюрмортом, именуемым в официальных документах как «живопись цветов и фруктов». В это время он создаёт группу похожих по стилю работ — «Плоды и птичка» (1833); «Фрукты» (1834); «Виноград и фрукты», «Натюрморт с яблоками, виноградом и лимоном», которые отличались простотой композиции.
Вскоре И. Ф. Хруцкий перешёл от ранних постановок, состоящих лишь из нескольких предметов, к значительным по размерам натюрмортам-картинам со сложной композицией, объединяющей множество разнообразных овощей, плодов и цветов: «Цветы и плоды» (1836, 1839); «Натюрморт со свечой», «Цветы и фрукты», «Плоды, фрукты, битая дичь», (все 1830-х годов).
В 1836 году за картину «Цветы и плоды» И. Хруцкий был награждён Академическим Советом большой серебряной медалью. В том же году ему было присвоено звание свободного художника «во внимание к хорошим сведениям в ландшафтной живописи». Пейзажной живописью Иван Хруцкий занимался на протяжении всего последующего творчества («Вид на Елагином острове в Петербурге», 1839; «Вид в имении», 1847).
Часто пейзаж служил фоном в портретах и жанровых полуфигурах художника. Так, в наиболее значительной его работе 1830-х годов — «Портрет жены с цветами и фруктами» (1838) — молодая женщина изображена у стола, заставленного корзинами с плодами, графином с водой и букетом в керамической вазе. Фоном для всей сцены служит осенний пейзаж, решённый в багряных тонах. Подобная композиция, представляющая собой некий синтез жанрового портрета, натюрморта и пейзажа, появилась у Хруцкого как дань романтизму.
Если работа И. Хруцкого «Портрет жены» стоит ближе к академическому направлению, представленному такими художниками, как К. П. Брюллов и Ф. А. Бруни, то другая картина «Старуха, вяжущая чулок» (1838) сближает его с художниками, не имевшими академического образования, например, с А. Г. Венециановым и особенно В. А. Тропипиным. В 1838 году за эту работу, а также за натюрморт «Цветы и плоды» Иван Хруцкий был награждён малой золотой медалью.
24 сентября 1839 года И. Ф. Хруцкий «за отличные труды в портретной, пейзажной и особенно по живописи плодов и овощей» был удостоен звания академика живописи. С этого времени Хруцкий перестает писать эффектные натюрморты.
После переезда в Виленскую губернию Хруцкий не оставляет занятий живописью, однако теперь в его работах преобладает иная ориентация и иные направления. С 1845 по 1855 год художник выполнил большое количество работ по заказам своего покровителя — литовского митрополита Иосифа Семашко. Он пишет иконы для Александро-Невского собора в Ковно (1847), для церкви Святого Иосифа Обручника в Тринополе (1849), пещерной церкви Трёх Мучеников в Вильно (1850—1851); для архиерейского дома в Вильно — 32 портрета лиц духовного звания (в том числе копии с литографий и живописных оригиналов). Для городской и загородной резиденций митрополита Иван Фомич исполнял виды Вильно и его окрестностей, натюрморты и интерьеры, копии с картин европейских мастеров. В этот период Хруцкий принимает участие в издании так называемого «Виленского альбома» Я. К. Вильчинского — серии литографированных городских видов, выпущенных в Париже.
Ещё одна линия творчества художника в это время представлена изображением интерьеров — своеобразным жанром «в комнатах»: «Мастерская художника» (без года), «Митрополит Иосиф Семашко слушает в своем кабинете доклад секретаря» (1854), «В комнате» (1854), «В комнатах усадьбы художника И. Ф. Хруцкого Захарничи» (1855).
Также в этот период художник часто пишет портреты, которые, как правило, введены в его «интерьеры». В собственно портретном творчестве Хруцкий проявляет себя мастером несколько суховатым и натуралистичным, учеником скорее западной, чем русской школы. Таковы портреты Иосифа Семашко, Потираловской, неизвестного молодого человека (все 1842). Портрет Миколая Малиновского (1855) — возможно, лучший из созданного им в портретном жанре. Здесь так же, как и в «Автопортрете» (1884), написанном за год до смерти, Хруцкий усиливает выразительность удачным использованием контрастного освещения — приём, к которому художник прибегал довольно часто.
Кроме единичных, персональных изображений Хруцкий пишет также групповые портреты. Образцом произведений такого рода может служить «Семейный портрет» (1854) с его суховатой тщательностью в прорисовке деталей и строгой объективностью в передаче сходства изображённых. Семейная группа (мать и трое детей) представлена на фоне паркового пейзажа. В колористическом отношении это хорошо сгармонированная работа, решённая в сдержанных, приглушённых тонах.

### Семья
Иван Фомич с 1845 года был женат на Анне Ксаверьевне Одровонж-Бебновской (1822-?), дочери Ксаверия Бебновского, капитана костюшкинской армии. Супруга Хруцкого по одной из версий изображена на полотне художника «Портрет неизвестной» (1830-е). Анна Ксаверьевна пережила мужа на несколько лет, но точный год её смерти неизвестен.

### Некоторые работы И. Ф. Хруцкого
- «Натюрморт с вазой» (1832)
- «Натюрморт с птичкой» (1832)
- «Плоды и птичка» (1833)
- «Фрукты» (1834)
- «Виноград и фрукты»

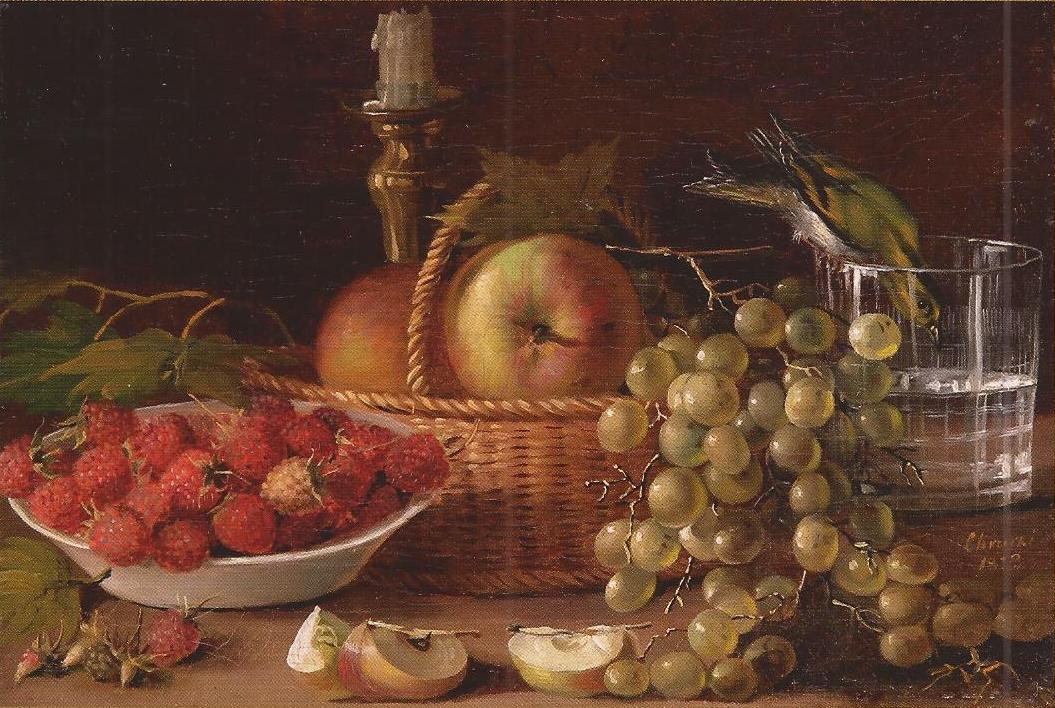
«Плоды и птичка» (1833)

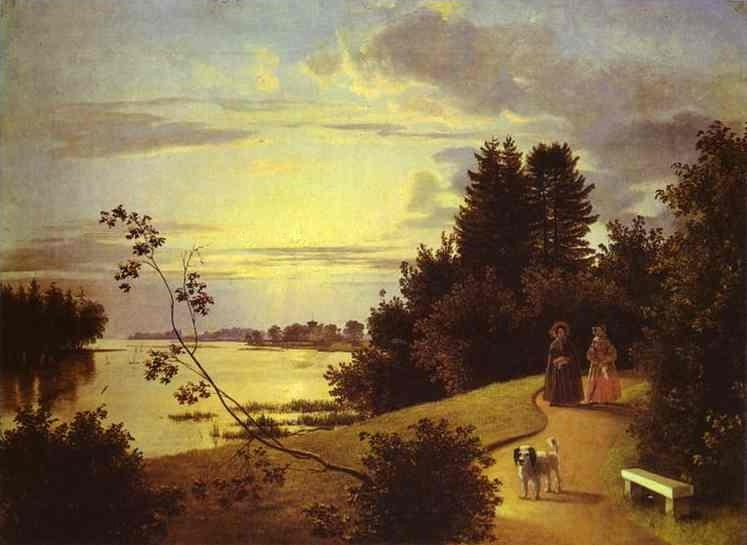
«Вид на Елагином острове в Петербурге» (1839)

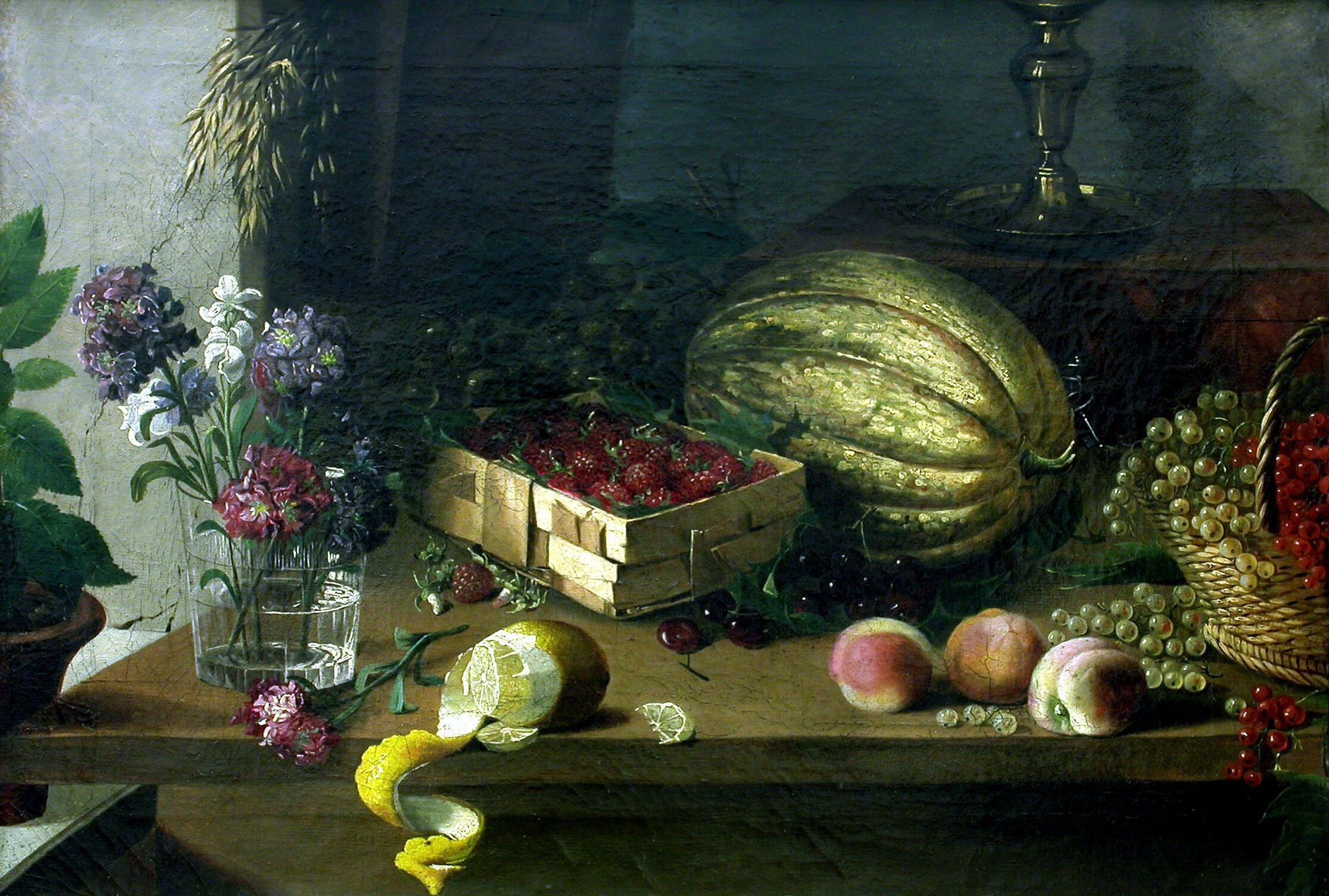
«Цветы и плоды» (1838)

- «Натюрморт с яблоками, виноградом и лимоном»
- «Портрет мальчика» (1834)
- «Портрет молодой женщины с корзиной» (1835)
- «Цветы и плоды» (1838)
- «Натюрморт со свечой» (1830-е)
- «Цветы и фрукты» (1830-е)
- «Плоды, фрукты, битая дичь» (1830-е)
- «Портрет жены с цветами и фруктами» (1838)
- «Старуха, вяжущая чулок» (1838)
- «Вид на Елагином острове в Петербурге» (1839)
- «Портрет П. Е. Рубцова» (1841)
- «Портрет А. М. Рубцовой» (1841 ?)
- «Натюрморт» (1842)
- «Натюрморт с подсвечником, цветами и фруктами» (1846)
- «Вид в имении» (1847)
- «Мастерская художника» (без года)
- «Битая дичь, овощи и грибы» (1854)
- «Митрополит Иосиф Семашко слушает в своем кабинете доклад секретаря» (1854)
- «В комнате» (1854)
- «Семейный портрет» (1854)
- «Портрет велогонщика» (1855)
- «В комнатах усадьбы художника И. Ф. Хруцкого Захарничи» (1855)
- «Портрет Миколая Малиновского» (1855)
- «Автопортрет» (1884)
- «Натюрморт». В собрании Одесского художественного музея.
- «Фрукты. Натюрморт». В собрании Одесского художественного музея.

## Память
- Имя Ивана Хруцкого носят улицы в Полоцке и в посёлке Улла, детская художественная школа в городе Новополоцке[8].
- В деревне Полота Полоцкого района Витебской области открыт школьный музей «Жизнь и творчество династии Хруцких».
- В рамках чествования 200-летия со дня рождения Ивана Хруцкого его имя внесено в Перечень памятных дат ЮНЕСКО 2010 года.1000 белорусских рублей (2000-го года)

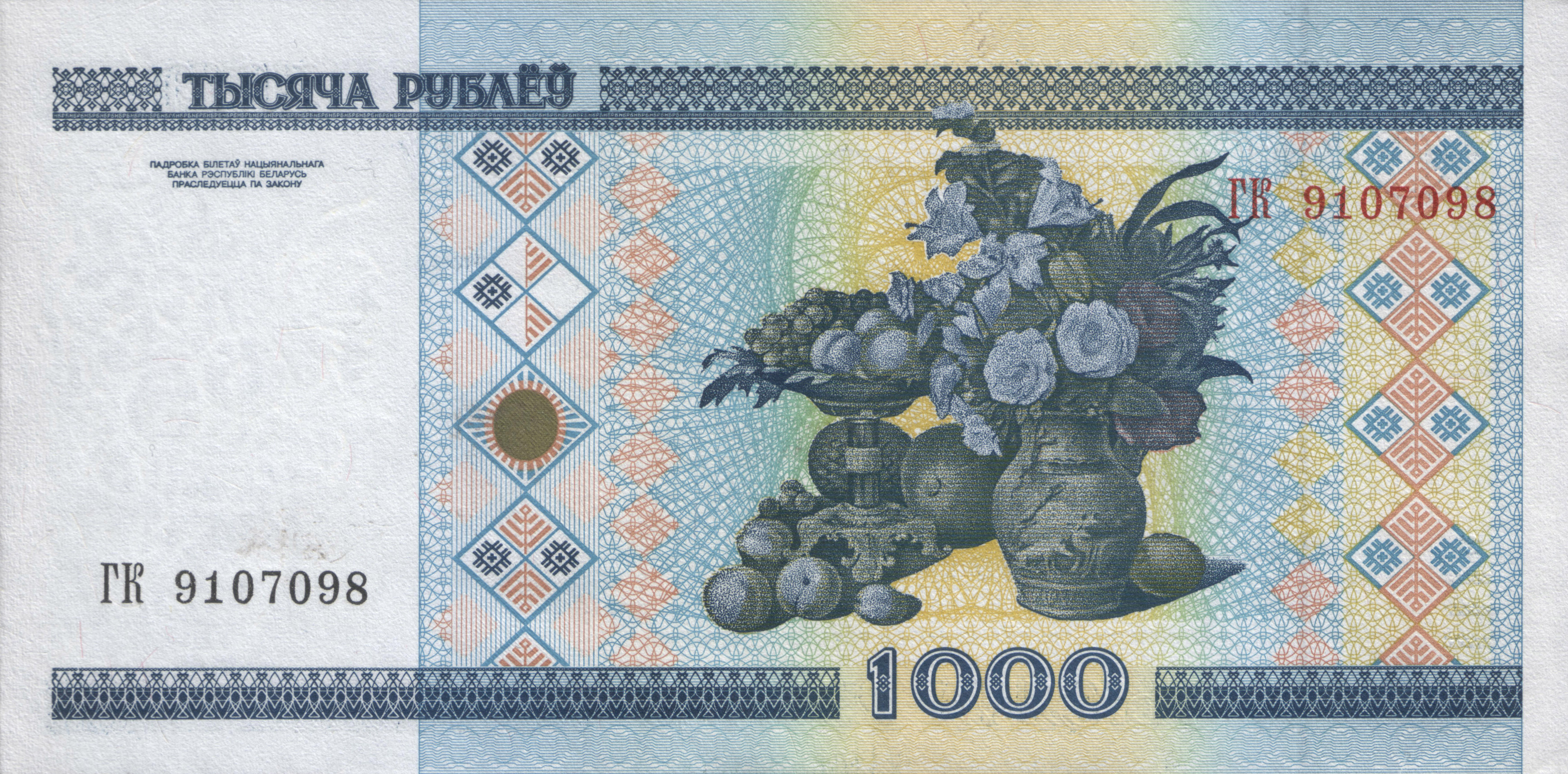
1000 белорусских рублей (2000-го года)

- В Новополоцке Витебской области в июне 2013 года открыт памятник И. Хруцкому[9].
- Имя Ивана Хруцкого присвоено улице и проезду в Минске[10][11] — («улица Ивана Хруцкого», «переулок Ивана Хруцкого»).
- В Новополоцке проводится международный пленэр-конкурс юных художников «Палитра Придвинья», посвящённый И.Ф.Хруцкому[12]. Периодичность 1 раз в 2 года.

### Белорусский рубль
Фрагмент картины Хруцкого «Портрет жены с цветами и фруктами» (1838) используется в качестве изображения оборотной стороны купюры в 1000 белорусских рублей (2000-го года выпуска).

## И. Хруцкий в филателии и нумизматике

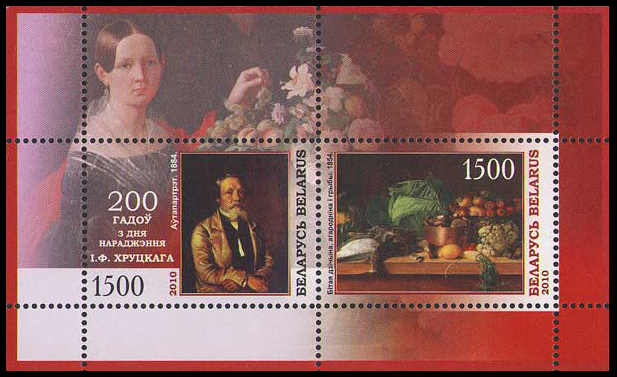
Почтовый блок Белоруссии, посвящённый 200-летию со дня рождения И. Ф. Хруцкого, 2010

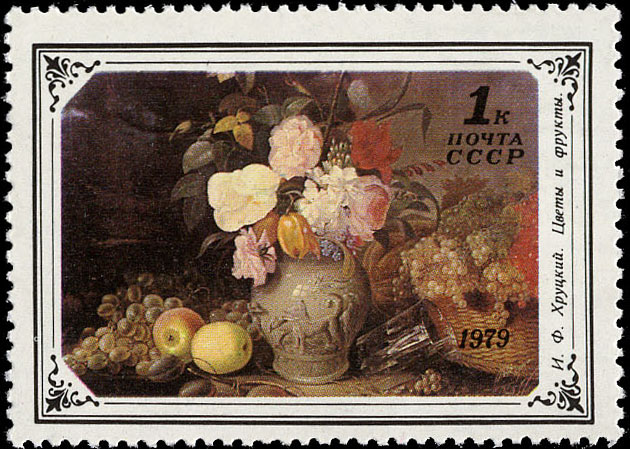
Почтовая марка СССР. И. Ф. Хруцкий «Цветы и фрукты» (1839), 1979

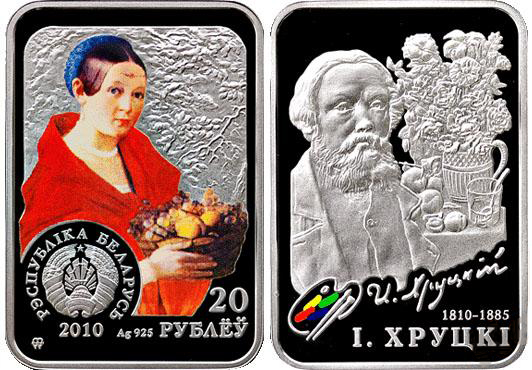
Серебряная монета Белоруссии номиналом 20 рублей, посвящённая 200-летию со дня рождения И. Ф. Хруцкого (2010)

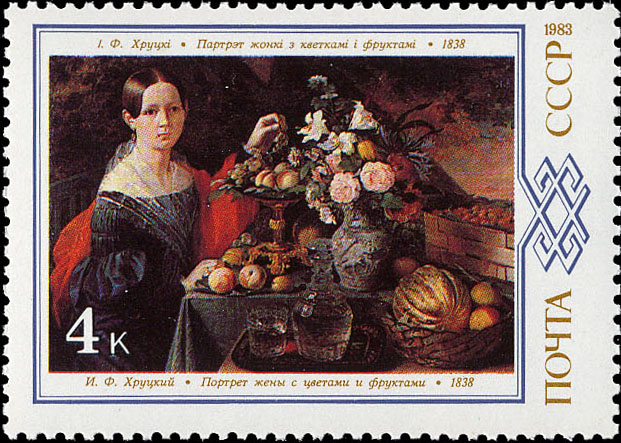
Почтовая марка СССР. И. Ф. Хруцкий «Портрет жены с цветами и фруктами» (1838), 1983

Творчество Ивана Фомича Хруцкого нашло отражение на почтовых марках СССР. Так в серии 1979 года «Цветы в произведениях русской и советской живописи» на марку номиналом 1 копейка был помещён натюрморт «Цветы и фрукты» (1839), а в серии 1983 года «Живопись Белоруссии» была представлена картина «Портрет жены с цветами и фруктами» (1838).
К 200-летнему юбилею художника почта Белоруссии выпустила почтовый блок, состоящий из двух марок. На первой марке помещён автопортрет Ивана Хруцкого (1884), на второй — натюрморт «Битая дичь, овощи и грибы» (1854). На полях блока помещён фрагмент картины «Портрет жены с цветами и фруктами». Почта России выпустила ХМК с натюрмортом «Цветы и фрукты» (1839).
Национальный банк Республики Беларусь к 200-летию со дня рождения И. Ф. Хруцкого выпустил серебряную монету прямоугольной формы номиналом 20 рублей. На лицевой стороне в центре помещён фрагмент картины «Портрет незнакомки», слева внизу — рельефное изображение Государственного герба Республики Беларусь, вокруг него надпись: «РЭСПУБЛІКА БЕЛАРУСЬ», под ним — год чеканки, слева — фирменный знак Монетного двора Польши, справа — проба сплава; справа в нижней части монеты — номинал: «20 РУБЛЕЙ».
На оборотной стороне слева помещено рельефное изображение фрагмента автопортрета художника, под ним авторская подпись «И. Хруцкий» и годы жизни художника 1810—1885; справа — фрагмент картины «Цветы и фрукты», под ним — изображение палитры и кистей.